# Kalathaki Limnou

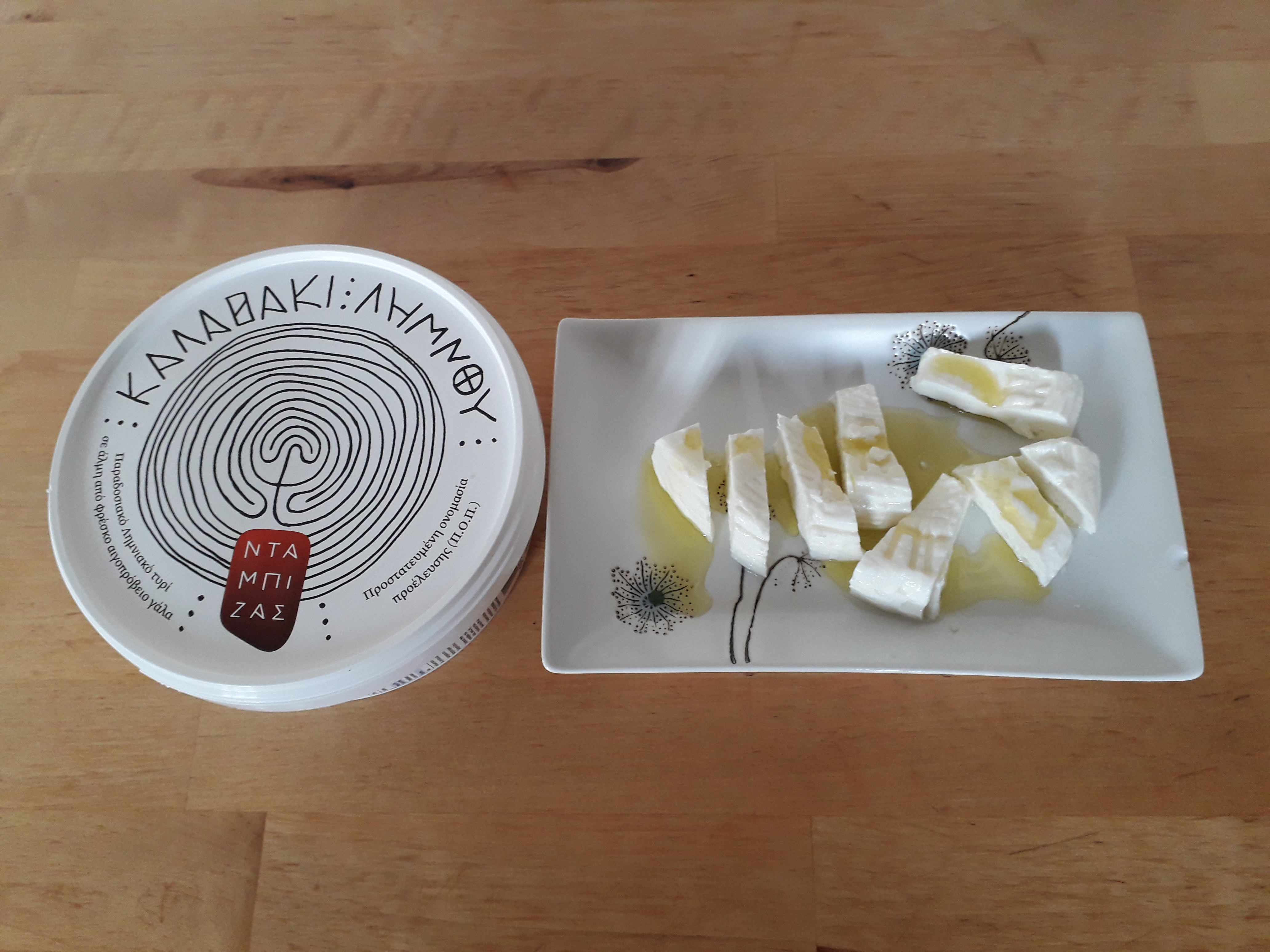
Un paquete de queso Dabizas Kalathaki Limnou junto con un plato de dicho queso servido con aceite de oliva.

Kalathaki Limnou (Καλαθάκι Λήμνου en griego) es un queso griego con denominación de origen protegida a europeo desde 1996. El kalathaki limnou se produce en la isla de Lemnos. Se trata de un queso suave tradicional. Tradicionalmente se ha elaborado con leche de oveja o una mezcla de oveja y cabra, sin que esta última pueda exceder del 30%. Se deja curar y se almacena en salmuera. Tiene la forma de una cilíndrica, como una cabeza pequeña. Pesa cada pieza entre 700 gramos y un kilo trescientos. Carece de corteza. La pasta es blanca, con las marcas del cesto en el que se ha dejado madurar. No tiene ojos, o aparecen muy pocos.